# Niels Hav
Niels Hav (født 7. november 1949) er en dansk digter og forfatter bosat i København.
Hav debuterede i bogform i 1981 med novellesamlingen Afmægtighed forbudt og har skrevet både digt- og novellesamlinger. Tildelt Statens Kunstfond´s 3-årige stipendium og en række arbejdslegater . Har rejst i Europa, Asien, Nord- og Sydamerika. Seneste udgivelser Grundstof (Gyldendal 2004), We Are Here (Book Thug 2006), U odbranu pesnika (RAD, Beograd 2008), De gifte koner i København (Jorinde & Joringel 2009), Øjeblikke af lykke (Det Poetiske Bureaus Forlag 2020) og Moments of Happiness (Anvil Press 2021). Bidrag i antologier og tidsskrifter på dansk, engelsk, spansk, italiensk, tyrkisk, hollandsk, arabisk, hebraisk, kinesisk mv. 
Han er far til rapperen Benjamin Hav fra Benal.